# Costantino III di Scozia
Causantín III Mac Cuiléin, o in inglese Causantin III MalCuilein (prima del 971 – 997), è stato re di Scozia dal 995 al 997. Era il figlio di Cuilén di Scozia.

## Le faide per il trono
Costantino nacque in una data imprecisata prima del 971 figlio di Cuilén di Scozia, al tempo della sua nascita la successione era legata al sistema di regole del Tanistry per il quale ogni maschio della famiglia diventava eleggibile al trono. Normalmente la corona passava da una branca all'altra della famiglia reale poiché erano tutte strettamente legate fra loro. Costantino fu in grado di salire al trono nonostante il suo predecessore e cugino Kenneth II di Scozia avesse almeno due figli (uno dei quali divenne poi re col nome di Malcolm II di Scozia. I due re che gli succedettero Kenneth III di Scozia e, appunto, Malcolm II, erano anch'essi suoi cugini uccisero entrambi i loro predecessori per divenire sovrani. Il beneficio di un simile sistema di regole per la successione aveva il beneficio di assicurare che il re sarebbe stato sempre un adulto evitando così il problema della reggenza.
I vari re avevano le loro zone d'influenza e potere sparse per tutta la Scozia prevenendo così che una singola regione potesse arrivare a reclamare un pieno dominio su tutte le altre. Questo avrebbe per altro evitato che si venissero a creare movimenti di secessione nel paese, il rovescio della medaglia era che ogni singolo re doveva fronteggiare diversi altri pretendenti al trono ed era possibile che i loro parenti, e le loro ambizioni, fossero tutt'altro che disposti ad attendere una placida morte per cause naturali che gli garantisse l'accesso alla corona.
In questo modo la successione spesso si decideva tramite atti di guerra ed omicidi con il risultato che i morti in giovane età erano tanti ed elevato era il prezzo delle vite stroncate che ogni famiglia doveva pagare. Durante il X secolo si consumarono conflitti dinastici fra due branche della famiglia reale. Una discendenva da Costantino I di Scozia, che morì nell'877, e l'altra da suo fratello Aedh di Scozia che morì l'anno seguente. Costantino discendeva da quest'ultimo ramo, il suo bis-nonno era stato Costantino II di Scozia, suo nonno Indulf di Scozia era morto nel 962, mentre suo padre Cuilén di Scozia regnò fino al 971 e suo zio paterno Amlaib di Scozia morì nel 977 dopo essere succeduto a Kenneth II. L'alternanza fra i due rami della famiglia sembra essersi svolta pacificamente per un buon periodo di tempo, i conflitti sembrano essere cominciati nel 960 circa quando Cuilén prese le armi contro il cugino regnante Dubh di Scozia. I motivi di tale conflitto non sono chiari al giorno d'oggi e taluni storici credono che uno dei fattori di maggior rilevanza possa essere stato il controllo del Regno di Strathclyde.

## Il regno e la morte
Secondo Giovanni di Fordun Kenneth II provò a cambiare le regole di successione al trono concedendolo al più vicino parente di sangue sopravvissuto al re defunto così da assicurare la corona ai propri diretti discendenti. Questo gioco parve volto ad escludere sia Costantino che Kenneth (il futuro Kenneth III) dalla corsa e i due unirono le forze convincendo Finnguala, figlia di Cuncar conte di Angus, a uccidere il re. La tradizione vuole che ella accettò per avere una propria vendetta poiché Kenneth II aveva ucciso i suoi figli, tuttavia non tutte le fonti sono concordi. Le Chronicles of the Picts and Scots raccolte da William Forbes Skene (7 giugno 1809-29 agosto 1892) fornisce un resoconto diverso secondo il quale fu lei l'omicida, ma manca qualunque connessione a Costantino e a suo cugino, voce che si comincia a ritrovare fra il XII e il XIII secolo. Gli Annali dell'Ulster annotano semplicemente che Cinaed son of Mael Coluim (Kenneth figlio di Malcolm), venne ucciso con l'inganno senza nessun riferimento ai mandanti. Secondo Giovanni di Fordun Costantino e Kenneth complottarono incessantemente per la morte del re e di suo figlio e un giorno Kenneth II andò a caccia con i propri compagni presso Fettercairn, non lontano dall'abitazione di Finnguala.
A quel punto fu lei ad avvicinarsi proclamando la propria fedeltà al re e invitandolo a visitare la sua casa. Ella maneggiò in modo da attirarlo in un cottage, dove non aveva via d'uscita, e dov'era stata collocata una trappola, all'interno del cottage c'era infatti una statua collegata con dei fili a un certo numero di balestre. Se qualcuno avesse toccato la statua avrebbe attivato l'innesco delle balestre e la vittima sarebbe facilmente caduta sotto le frecce, toccarla fu proprio quel che Kenneth II fece e in breve cadde sotto la pioggia di frecce. Finnguala guadagnò l'uscita dirigendosi verso i boschi e unendosi ai suoi complici Costantino e Kenneth. Quando i compagni del re lo raggiunsero lo trovarono per terra sanguinante e benché non gli riuscì di trovare Finnguala ne bruciarono la casa fino alle fondamenta. Alcuni storici considerano la storia della trappola meccanica come una mera invenzione, anche se sono disposti a considerare che il suo nucleo, quindi il piano per assassinare il re, sia vero e che abbia davvero condotto alla sua morte.
Altri storici quali Alan Orr Anderson avanza altri dubbi sulla storia poiché la figura di Finnguala è considerata semi-mitica, egli punta l'attenzione sul significato del suo nome, spalla bianca tuttavia egli suggerisce che potrebbe anche significare cigno bianco e il nome figura anche in alcuni toponimi del luogo quale Finella Hill, presso Fordoun, e Finelle Dean, vicino a St Cyrus. Anderson alla fine teorizza che la figura di Finnguala sia del tutto mitica e che la si possa considerare come una locale divinità acquatica. Infine c'è da notare che Giovanni di Fordun crede che Finnguala sia la madre di Macbeth di Scozia ma è solo un errore dato dalla similarità di nome con Findláech di Moray (morto 1020), padre di Macbeth.
Sempre secondo Fordun, che spesso si riferisce a Costantino chiamandolo il calvoforse confondendolo con Eogan II di Strathclyde, il giorno seguente la morte di Kenneth II Costantino ne prese il trono forte dell'appoggio di diversi nobili.
A pretendere la corona si fece avanti anche il figlio del morto, Malcolm e quel che ne seguì fu una lunga e aspra divisione fra gli scozzesi. Secondo le cronache dei re di Alba Costantino regnò per diciotto mesi, continuamente tormentato da Malcolm e da uno zio illegittimo, anch'egli a nome Kenneth, di nota prodezza, che fu suo instancabile persecutore e che mise tutta la sua forza nell'intento di ucciderlo. La Cronica Regum Scottorum redatta nel XII secolo accorcia il suo regno a 16 mesi, questa è una lista di re compilata al tempo di Guglielmo I di Scozia e lui è l'ultimo sovrano a venirvi menzionato. Per quanto riguarda lo zio illegittimo di nome Kenneth non viene citato in altre fonti più antiche, motivo per cui la sua esistenza non è da tutti accettata e Fordun lo annota come uno dei figli illegittimi di Malcolm I di Scozia. Alcuni storici credono invece che questo Kenneth figlio di Malcolm fosse in realtà Kenneth figlio di Dubh (quindi Kenneth III di Scozia) in questo modo Kenneth sarebbe il nipote di Malcolm e non suo figlio.
Altri storici ancora dubitano che Kenneth II, figlio di Malcolm I, avesse fratelli, illegittimi o meno, ed obiettano anche sul fatto che sarebbe stata una ben strana scelta chiamare due figli con lo stesso nome. La soluzione comunemente accettata è che lo zio fosse in realtà il cugino Kenneth (III) o che al limite potrebbe essere lo stesso Kenneth II la cui identità venne equivocata in un testo impreciso o, anche, che in realtà la formula sia stata invertita così che dovrebbe essere letta come Malcolm figlio di Kenneth e in questo caso si arriverebbe a Malcolm (II) che davvero si oppose a Costantino. L'ultima ipotesi è che questo Kenneth non fosse membro della famiglia reale.
Gli Annali di Tigernach riportano che Costantino venne ucciso in una battaglia contro gli Scoti nel 977, altre fonti collocano in quell'anno la morte di Máel Coluim I di Strathclyde e non è chiaro se fra le due morti vi sia un collegamento.
Sempre secondo la cronaca egli venne ucciso da Kenneth figlio di Malcolm nei pressi della fortezza di Bertha e il corpo venne poi trasportato a Iona per essere sepolto. La Cronaca di Melrose riferisce invece che egli sia morto nei pressi del fiume Almond, che poi confluisce nel fiume Tay vicino a Perth, e l'assassino è anche quindi indicato con il nome di Malcolm. Il resoconto fornito da Fordun è più verboso e dettagliato, secondo lui un giorno Costantino s'incontrò con Kenneth, figlio di Malcolm a Laudonia, nel Lothian, non lontano dalle rive dell'Almond. Qui i due ingaggiarono una violenta battaglia che si concluse con un massacro per entrambe le parti e la morte dei rispettivi comandanti, a quel punto la guardia superstite di Costantino andò da suo cugino Kenneth permettendogli di prendere il trono. La notizia dello scontro però viaggiò lontano arrivando fino a Malcolm che si trovava in Cumbria, egli partì immediatamente per reclamare il trono, ma venne sconfitto e costretto alla ritirata.
Fordun dipinge Malcolm quale il governatore della Cumbria da cui emerse per combattere Costantino III e Kenneth III (o forse suo figlio Giric).
Sempre secondo lui nel 1000 Malcolm difese la Cumbria dagli attacchi di Etelredo II d'Inghilterra. Una conferma di questo avvenimento viene dalla Cronaca anglosassone che annota come le flotte danesi che regolarmente razziavano le coste inglesi partirono in quell'anno permettendo a Etelredo di compiere un'invasione dello Strathclyde, anche se il motivo di tale invasione ormai è andato perduto. Questo per altro ci rende noti i limiti dell'area di influenza di Costantino e Kenneth III suggerendoci che la Cumbria e lo Strathclyde ne erano fuori. L'avversario di Etelredo non è reso noto dalle cronache e si ritiene che Fordun sia confuso mentre dipingeva gli avvenimenti di quel periodo giacché è alquanto probabile che il re inglese si sia trovato a combattere contro Kenneth III di Scozia nel tentativo di riportare l'area dello Strathclyde sotto il controllo anglo-sassone com'era ai tempi di Edmondo I d'Inghilterra, nonno di Etelredo.

## La mancanza di eredi
Non sono noti eredi di Costantino e per questo egli fu l'ultimo dei discendenti di Aedh di Scozia a divenire re. Con la sua morte cessò la rivalità fra i discendenti di Aedh e quelli di Costantino I di Scozia e ne nacque un'altra, fra due rami della famiglia reale entrambi discendenti da Costantino I. Una era rappresentata da Malcolm, figlio di Kenneth II, e da Kenneth III di Scozia figlio di Dubh di Scozia entrambi trisnipoti di Costantino I.